# ジヒドロプテロイン酸
ジヒドロプテロイン酸（ジヒドロプテロインさん、Dihydropteroate）は、ジヒドロプテロイン酸シンターゼによって4-アミノ安息香酸から合成されたプテリンの一つ。葉酸合成の中間体として重要である。